# 阿波貝特斯底座

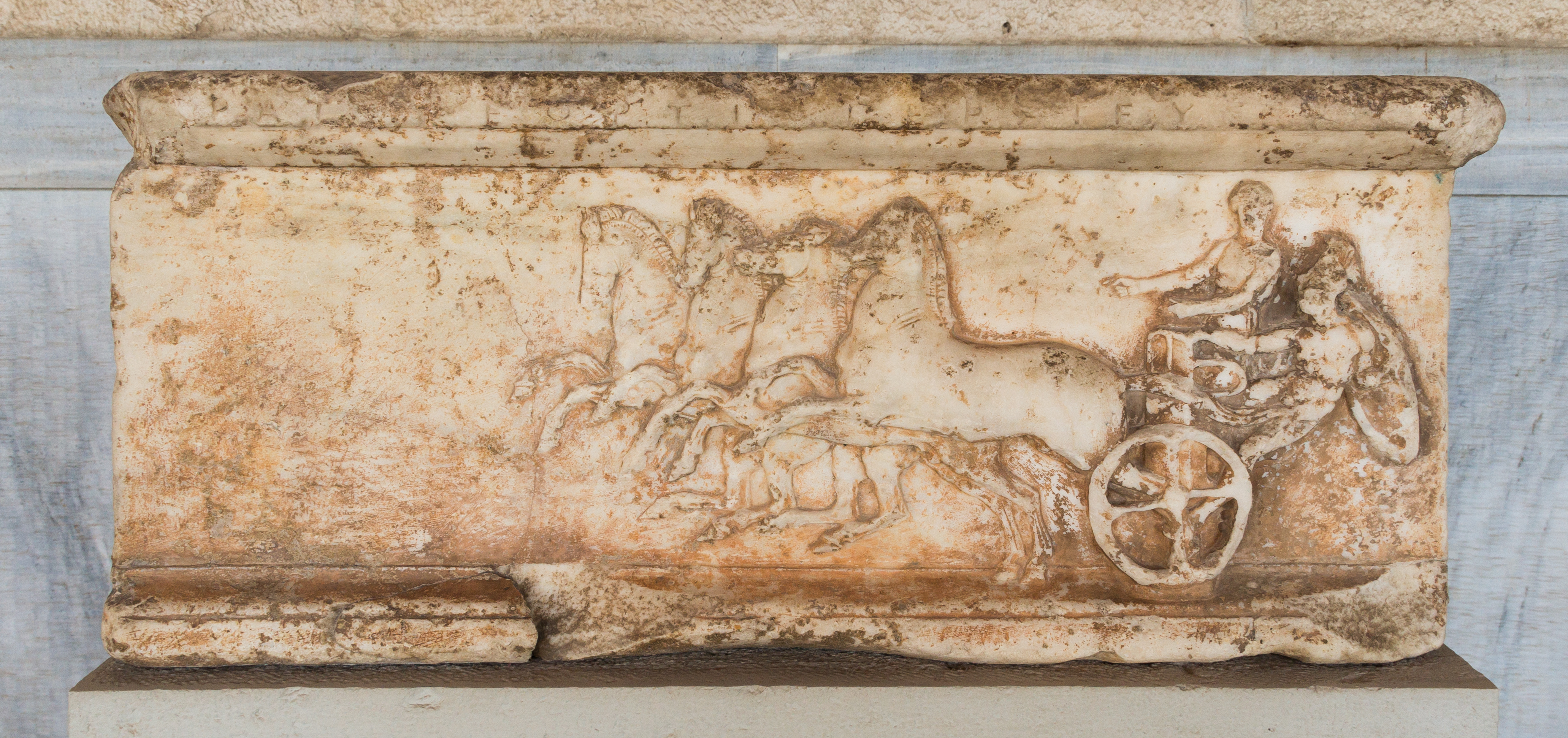
阿波貝特斯底座

阿波貝特斯底座（Apobates Base）是一个大理石雕像底座，以阿波貝特斯競賽或四馬戰車競賽的場景為特色。該底座目前收藏於雅典衛城博物館，高42公分，寬86公分。以側面浮雕描繪了一名戰車的駕馭者、一名披盔戴甲的運動員或戰士以及由四匹馬拉著的雙輪戰車。該浮雕底座以希臘語「Apobatai」（字面意思是「下車者」）命名，內容描繪了阿波貝特斯競賽，此為泛雅典節運動會的儀式部分。選手在這項賽事中將駕馭戰車，透過跳下自己所駕馭的戰車並再次上車來與其他人競速，以獲得獎品和聲譽。

## 雕塑風格
該底座的歷史可以追溯到希臘化時代，大约在公元前300年，然而歷史分期並不是一門精確的科學。這件作品雖然是在希臘化時代製作的，但底座的藝術性實際上屬於晚期古典雕塑風格的範疇。風格滲透到其他時期的情況並非全然是罕見的，因為細節上的藝術和風格轉變不是用於劃分古典時代和希臘化時代的唯一考量。藝術風格可以完全歸入與所處時代截然不同的風格，包括阿波貝特斯底座。
該底座的古典風格的特點是有大量動態的動作、逼真和清晰的肌肉組織以及雕塑人物有著更多立體感。雖然底座大部分已毀損，但在運動員的動態姿勢和馬匹圖案的雕刻深度上有著顯而易見的古典風格。

## 藝術中的描繪
此一競賽項目成為泛雅典娜節儀式的一部分。泛雅典節娜有各種體育競賽，其中戰車競賽曾顯赫一時，但迄今為止還沒有研究能夠還原賽事的全貌。然而，該項賽事被解釋為對過去軍事奇觀的再現，並被納入體育賽事，選手會在比賽期間從戰車下車並重新登上移動中的戰車。
贏得阿波巴特斯競賽的參賽者會建造紀念碑以及用於供奉的雕像來紀念他們在泛雅典娜節的勝利。阿波貝特斯底座就是這樣的供奉品之一。勝利者會將其安置在聖殿（sanctuary）和泛希臘遺址中。這些勝利紀念碑成為古代的藝術表現形式。
對戰車駕馭者和戰車競賽的描述成為流行的主題元素，包括在祈願獻品和對勝利的奉獻品中，以及墓碑和雕塑裝飾中。雙輪戰車成為財富的象徵，從而助長了社會的炫耀性消費。雙輪戰車成為希臘藝術的一個顯著特徵，也成為如泛雅典娜節等節日的一個重要元素。由於戰車和戰車駕馭者在古希臘社會中有這些涵義，因此成為了古希臘藝術中的熱門主題。

## 發現
該底座是用於弘揚體育或軍事勝利的紀念品，類似於祈願獻品，發現於雅典衛城西側，遺憾的是，只剩底座倖存下來。

## 圖像學
戰車在西元前1400年藉由與近東的貿易和互動而傳入希臘，被採用之後融入了希臘的圖像學。同樣的裝飾圖騰亦出現在希臘主島最早的一些雕塑中，也就是在圓形墓地A中發現的邁錫尼砂岩墓碑，可追溯到公元前16世紀。戰車和戰車駕馭者在古希臘文化中成為權力和財富的象徵，這是由於馬匹十分昂貴，戰車本身對於希臘的地形而言也極其不實用。